# Детскосельский бульвар (Пушкин)
Детскосе́льский бульвар — бульвар в городе Пушкине (Пушкинский район Санкт-Петербурга). Проходит от Петербургского шоссе до Железнодорожной улицы.
Название было присвоено в 1970-х годах по предыдущему названию Пушкина — Детское Село.
Детскосельский бульвар не имеет облика бульвара в общепринятом понимание: посреди его не проходит аллея. Статус связан с тем, что всю чётную сторону бульвара занимает Буферный парк.
На востоке Детскосельский бульвар упирается в железнодорожную станцию Детскосельская и комплекс Малой Октябрьской детской железной дороги (станция Царскосельская). Последний был открыт 12 июля 2011 года.
Согласно решению Топонимической комиссии 2013 года, безымянный проезд, который продолжает Детскосельский бульвар на запад за Петербургское шоссе, будет назван Стасовской улицей. Правда, пока присвоение названия отложено.